# Llandaff
Llandaff (wal. Llandaf) – dzielnica Cardiff w Walii. Została przyłączona do miasta w 1922 roku. Jest najgęściej zaludnionym miejscem w południowej Walii. Znajduje się tam Katedra w Llandaff (siedziba biskupstwa Llandaff) i siedziba BBC Cymru Wales. Mieszka tam 9 tys. osób.